# Stanislav Fiala
Stanislav Fiala (* 15. března 1962, Most) je český architekt. Ve své práci často využívá stavební materiály v jejich nejpřirozenější podobě (dřevo, beton, kámen), klade i důraz na propojování architektury s přírodou a jejího prolínání s přírodními prvky, stejně jako na prolínání starého s novým. K jeho nejvýznamnější pracím patří především polyfunkční budova Drn na Národní třídě v Praze (za kterou získal řadu ocenění), Palác Špork v Praze (který se stal stavbou roku 2018) nebo jihočeský golf klub Čertovo břemeno v Alenině Lhotě (jehož klubovna se stala Stavbou roku 2011). Stanislav Fiala realizoval své projekty i v zahraničí, například v Srbsku či Karibiku.

## Život
Stanislav Fiala tíhnul k architektuře už odmala, ačkoliv z rodinného architektonického prostředí nepochází. Jako dítě si rád kreslil „baráčky“ a během gymnázia si této záliby a talentu všimla jeho profesorka, která jej seznámila s architektem Janem Beranem. Ten mu školu architektury přiblížil a pomohl mu s přípravou na přijímací zkoušky. V ročníku studoval například s Romanem Kouckým, Petrem Malinským, Jaroslavem Zimou, Tomášem Prouzou či Lvem Flauermannem. Ovlivnění přiznal především profesorkou Alenou Šrámkovou. Stanislav Fiala vystudoval Fakultu architektury ČVUT v Praze v letech 1981–1986 a absolvoval postgraduální studium Školy architektury na AVU v Praze (1985–1986). Po škole dostává nabídnu od sochaře Kurta Gebauera, ke spolupráci na Pavilonu dopravy v rámci kanadské Světové výstavy 1986 (téma dopravy zde bylo hlavním tématem výstavy a Kurt Gebauer tu vyráběl sochy vědců). Tuto architektonickou soutěž vyhrál Martin Rajniš s architektonickou skupinu Shape, s kterou v té době spolupracoval. Zde se s ním Stanislav Fiala poprvé setkával. V letech 1986–1999 začíná s Martinem Rajnišem, Tomášem Prouzou a Jaroslavem Zimou spolupracovat v architektonické kanceláři D. A. Studio, kde se v roce 1990 stává partnerem. V roce 1999, po odchodu Martina Rajniše, který chce architekturu na určitou dobu opustit, se studio přejmenovává na D3A..
Od roku 2009 založil Stanislav Fiala s investorem Petrem Němcem ateliér, který nese název Fiala + Němec. Odchod ze studia D3A a novou spolupráci s Petrem Němcem vnímal jako „novou misi“ a potřebu využít novou příležitost. Ze spolupráce Fiala + Němec, kde Stanislav Fiala pracuje architektonicky sám, vznikají často oceňovaná architektonická díla. Jedná se o projekty, které jsou často přístupné veřejnosti (Čertovo břemeno, Drn, Špork...)
V roce 2019 získal českou cenu Architekt roku. Porota ocenila jeho schopnost improvizace, cit pro detail či ochotu vydat se s řemeslníky na „cestu za neznámým, nečekaným a neodhadnutelným“.

## Tvorba[10]
Ve své tvorbě pracuje Stanislav Fiala často a rád s přírodními materiály, nejčastěji se dřevem, betonem, kamenem. Respektuje okolí, do kterého je budova zasazena, linie okolních budov (Palác Drn), přírodu, s kterou je dané místo provázané. Při rekonstrukcích šetrně prolíná staré s novým, ctí a přiznává historii daného místa (např. Šporkův palác). Snaží se vnášet přírodu i na místa, kde se neočekává, například v podobě zelených střech či výsadby záhonů přímo na budovu (Palác Drn).
Rád nechává naplno vyniknout obnažený svět v podobě přiznaných reklamních nápisů, značek, log na starých bednách, strojích a podobně. Ve své tvorbě často pracuje s betonem, který nechává často obnažený. Používá do něj průřezy jako jakési „prozrazení či odkrytí tajemství“ podobně, jako když se rozřízne kámen. Vzniká tak průhled ať už ven – do přírody, nebo do útrob sklepa (v případě Šporkova paláce do suterénního trezoru). Tyto průřezy někdy zajistí denní světlo, jindy mají ambici vytrhnout návštěvníka z letargie a navézt jej k objevení odkryté krásy. Fiala zde přiznává „hru s pocity“.

## Dílo

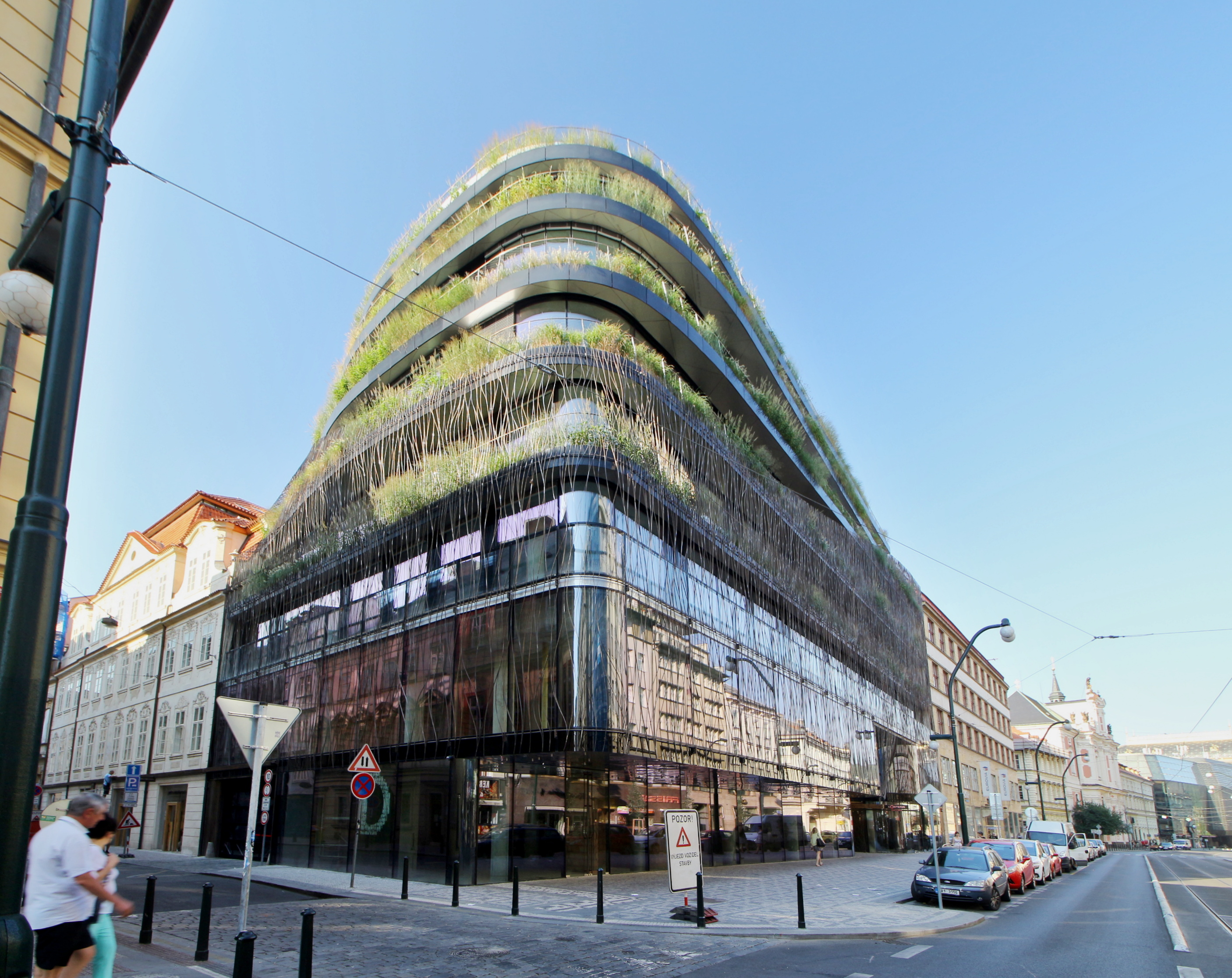
Administrativní palác Drn na Národní třídě v Praze byl dokončen v roce 2017

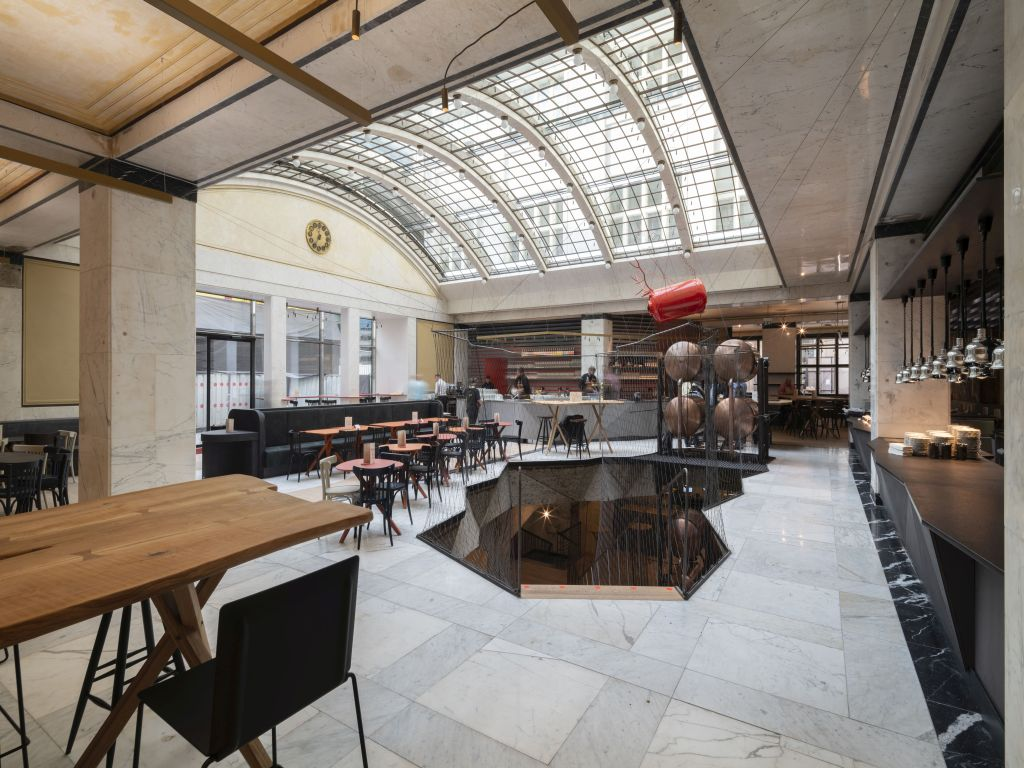
Interiér restaurace Červený jelen v Paláci Špork – prostory bývalé anglo–československé banky.

Toto jsou vybrané realizace Stanislava Fialy:
- Administrativní budova MUZO, Strašnice, Praha (2000);
- Obchodní centrum Nový Smíchov, Smíchov, Praha (2001) – Fiala byl jedním z podílejících se architektů;[5]
- Polyfunkční dům ABC, Smíchov, Praha (2002);
- Továrna, vzorkovna a sídlo firmy Sipral, Strašnice, Praha (2006);
- Golf klub Čertovo břemeno, Alenina Lhota, Jižní Čechy (2010);[14][15]
- Polyfunkční budova Drn, Nové Město, Praha (2017) – rekonstrukce a přístavba;[2]
- Palác Špork (a proměna prostor Anglo–československé banky Josefa Gočára na restauraci Červený jelen[16][17]), Nové Město, Praha (2017) – rekonstrukce a přístavba;[3] [18]
- Rezidence Puškinova, Bělehrad, Srbsko (2018);[19][20]
- Polyfunkční dům Komunardů XXXV, Holešovice, Praha (2020).[21]
- Rezidence Šemíkův břeh, Smíchov, Praha (v přípravě).[22]

## Ocenění
- 2000 – Stavba roku – Administrativní budova MUZO
- 2000 – Stavba desetiletí 1990–2000
- 2001 – Nominace na Mies van der Rohe Award (Cena evropské unie za současnou architekturu) – MUZO
- 2005 – Administrativní budova MUZO publikována v knize Phaidon Atlas of Contemporary World Architecture (2007; česky Atlas současné světové architektury)
- 2009 – Grand Prix architektů – Novostavba – rodinný dům ve Zdiměřicích
- 2011 – Stavba roku – klubovna golfového klubu Čertovo břemeno
- 2011 – Nominace na Mies van der Rohe Award (Cena evropské unie za současnou architekturu) – Klubovna Čertovo břemeno
- 2018 – Stavba roku Palác Špork – za příkladnou a citlivou rehabilitaci historické stavby v pražské památkové rezervaci
- 2018 – European Concrete Award Drn
- 2019 – Architekt roku
- 2019 – Stavba roku Drn
- 2019 – Cena primátora Hlavního města Prahy Drn
- 2019 – Nominace na Mies van der Rohe Award (Cena evropské unie za současnou architekturu) – Drn